# Nirupa Roy
Nirupa Roy (née Kokila Kishorechandra Bulsara, en gujarati : નિરુપા રોય, le 4 janvier 1931 - décédée le 13 octobre 2004), est une actrice du cinéma indien. Remarquée pour ses représentations de la tragédie et du chagrin, Roy est connue pour ses talents d'actrice et est surnommée sans ménagement la « reine de la misère » dans les milieux du cinéma hindi. Roy est active de 1946 à 1999 et est surtout connue pour avoir joué des rôles maternels, d'où son surnom mother (en français : mère),. Elle a joué dans plus de 250 films et a remporté trois Filmfare Awards tout au long de sa carrière, en plus d'avoir été nommée pour un autre. En 2004, elle reçoit le Filmfare Lifetime Achievement Award, pour l'ensemble de sa carrière.

## Biographie

### Jeunesse
Nirupa Roy est née le 4 janvier 1931 sous le nom de Kokila Kishorechandra Bulsaraa à Valsad, dans l'État de Gujarat. Elle épouse Kamal Roy à l'âge de 15 ans et s'installe à Mumbai. Dès son entrée dans l'industrie cinématographique, elle utilise son nom d'épouse,  Nirupa Roy. 

### Carrière

Nirupa Roy dans Gadano Bel (1950).

En 1946, Nirupa Roy et son mari répondent à une annonce dans un journal gujarati qui recherche des acteurs. Elle est sélectionnée et commence sa carrière d'actrice avec le film gujarati Ranakdevi. La même année, elle joue dans son premier film en hindi, Amar Raj (en).
L'un de ses films populaires est Deux Hectares de terre (1953). Elle joue surtout des personnages mythologiques dans les films des années 1940 et 1950. Son image de déesse est très forte et les gens se rendent chez elle pour demander sa bénédiction. Parmi ses co-stars figurent Trilok Kapoor (en), avec qui elle a joué dans dix-huit films, Bharat Bhushan (en), Balraj Sahni et Ashok Kumar.
Dans les années 1970, son rôle de mère pour les personnages joués par Amitabh Bachchan et Shashi Kapoor rend son nom synonyme de mère pauvre et souffrante. Son rôle dans Deewaar (1975) et ses dialogues faisant référence à une mère et son fils sont utilisés comme des clichés.

### Vie personnelle
Dans son mariage avec Kamal Roy, elle a eu deux enfants, nommés Yogesh et Kiran Roy. Dans les années qui ont suivi sa mort, ils se sont engagés dans une dispute au sujet de la propriété et des biens de Roy, qui a fait l'objet d'une grande attention dans les médias,. 

### Décès
Le 13 octobre 2004, Nirupa Roy fait un arrêt cardiaque à Mumbai et elle décède à l'âge de 73 ans.
Plusieurs hommages et articles ont été rendus à sa mémoire. Ses dialogues dans le film Deewaar sont devenus iconiques et son interprétation dans ce film, ainsi que dans d'autres films notables, est considérée comme un point de repère dans le cinéma hindi.

### Filmographie partielle
| Année | Film                          | Notes        |
| ----- | ----------------------------- | ------------ |
| 1946  | Amar Raj (en)                 | Premier film |
| 1949  | Uddhar (en)                   |              |
| 1951  | Ram Janma                     |              |
| 1953  | Do Bigha Zamin                |              |
| 1953  | Naulakha Haar (en)            |              |
| 1954  | Chakradhari (en)              |              |
| 1954  | Durga Puja                    |              |
| 1955  | Garam Coat (en)               |              |
| 1955  | Munimji (en)                  |              |
| 1955  | Tonga-wali (en)               |              |
| 1956  | Bhai-Bhai (en)                |              |
| 1957  | Mohini                        |              |
| 1957  | Musafir (en)                  |              |
| 1958  | Chaalbaaz (en)                |              |
| 1958  | Dulhan (en)                   |              |
| 1960  | Aanchal (en)                  |              |
| 1961  | Chhaya (en)                   |              |
| 1962  | Bezubaan (en)                 |              |
| 1963  | Kaun Apna Kaun Paraya (en)    |              |
| 1963  | Laissez-moi vivre             |              |
| 1963  | Grahasti (en)                 |              |
| 1964  | Benazir (en)                  |              |
| 1964  | Shehnai (en)                  |              |
| 1964  | Phoolon Ki Sej (en)           |              |
| 1965  | Shaheed (en)                  |              |
| 1967  | Ram Aur Shyam (en)            |              |
| 1967  | Jaal (en)                     |              |
| 1968  | Aabroo (en)                   |              |
| 1968  | Ek Kali Muskai (en)           |              |
| 1968  | Raja Aur Runk (en)            |              |
| 1969  | Aansoo Ban Gaye Phool (en)    |              |
| 1969  | Pyar Ka Mausam (en)           |              |
| 1969  | Rahgir (en)                   |              |
| 1970  | Abhinetri (en)                |              |
| 1970  | Maa Aur Mamta (en)            |              |
| 1970  | Ghar Ghar Ki Kahani (en)      |              |
| 1970  | Maharaja (en)                 |              |
| 1970  | Purab Aur Paschim (en)        |              |
| 1971  | Ganga Tera Pani Amrit (en)    |              |
| 1972  | Jawani Diwani (en)            |              |
| 1973  | Kuchhe Dhaage (en)            |              |
| 1975  | Deewaar                       |              |
| 1976  | Maa (en)                      |              |
| 1977  | Amar Akbar Anthony            |              |
| 1977  | Anurodh (en)                  |              |
| 1979  | Suhaag (en)                   |              |
| 1982  | Teesri Aankh (en)             |              |
| 1983  | Betaab (en)                   |              |
| 1985  | Sarfarosh (en)                |              |
| 1985  | Geraftaar (en)                |              |
| 1985  | Mard                          |              |
| 1986  | Angaaray (en)                 |              |
| 1988  | Gangaa Jamunaa Saraswati (en) |              |
| 1988  | Inteqam (en)                  |              |
| 1991  | Pratikar (en)                 |              |
| 1993  | Aasoo Bane Angaarey (en)      |              |
| 1996  | Namak                         |              |
| 1999  | Jahan Tum Le Chalo (en)       |              |
| 1999  | Lal Baadshah (en)             |              |

## Récompenses et nominations
| Année | Prix            | Catégorie                                                  | Film         | Résultat |
| ----- | --------------- | ---------------------------------------------------------- | ------------ | -------- |
| 1956  | Filmfare Awards | Filmfare Award de la meilleure actrice dans un second rôle | Munimji (en) | Lauréat  |
| 1962  | Filmfare Awards | Filmfare Award de la meilleure actrice dans un second rôle | Chhaya (en)  | Lauréat  |
| 1965  | Filmfare Awards | Filmfare Award de la meilleure actrice dans un second rôle | Shehnai (en) | Lauréat  |
| 1976  | Filmfare Awards | Filmfare Award de la meilleure actrice dans un second rôle | Deewaar      | Nommé    |
| 2004  | Filmfare Awards | Filmfare Lifetime Achievement Award                        | /            | Lauréat  |